# Cosimo Vincenzo Macrì
Cosimo Vincenzo Macrì (Reggio Calabria, 6 giugno 1947 – Alessandria, 8 marzo 2007) è stato un funzionario e prefetto italiano.

## Biografia
Ha ricoperto vari incarichi per poi essere nominato prefetto di Pavia nel 2005 fino alla sua morte avvenuta due anni dopo in un tragico incidente stradale. Nel 1993 è stato Commissario prefettizio di Alessandria.